# Chennegy
Chennegy est une commune française du Pays d'Othe située dans le département de l'Aube en région Grand Est. Le gentilé est Caviot, Caviote.

## Géographie
| Estissac            | Bucey-en-Othe  | Vauchassis       |
| Villemoiron-en-Othe | Chennegy       | Bercenay-en-Othe |
| Saint-Mards-en-Othe | Maraye-en-Othe |                  |

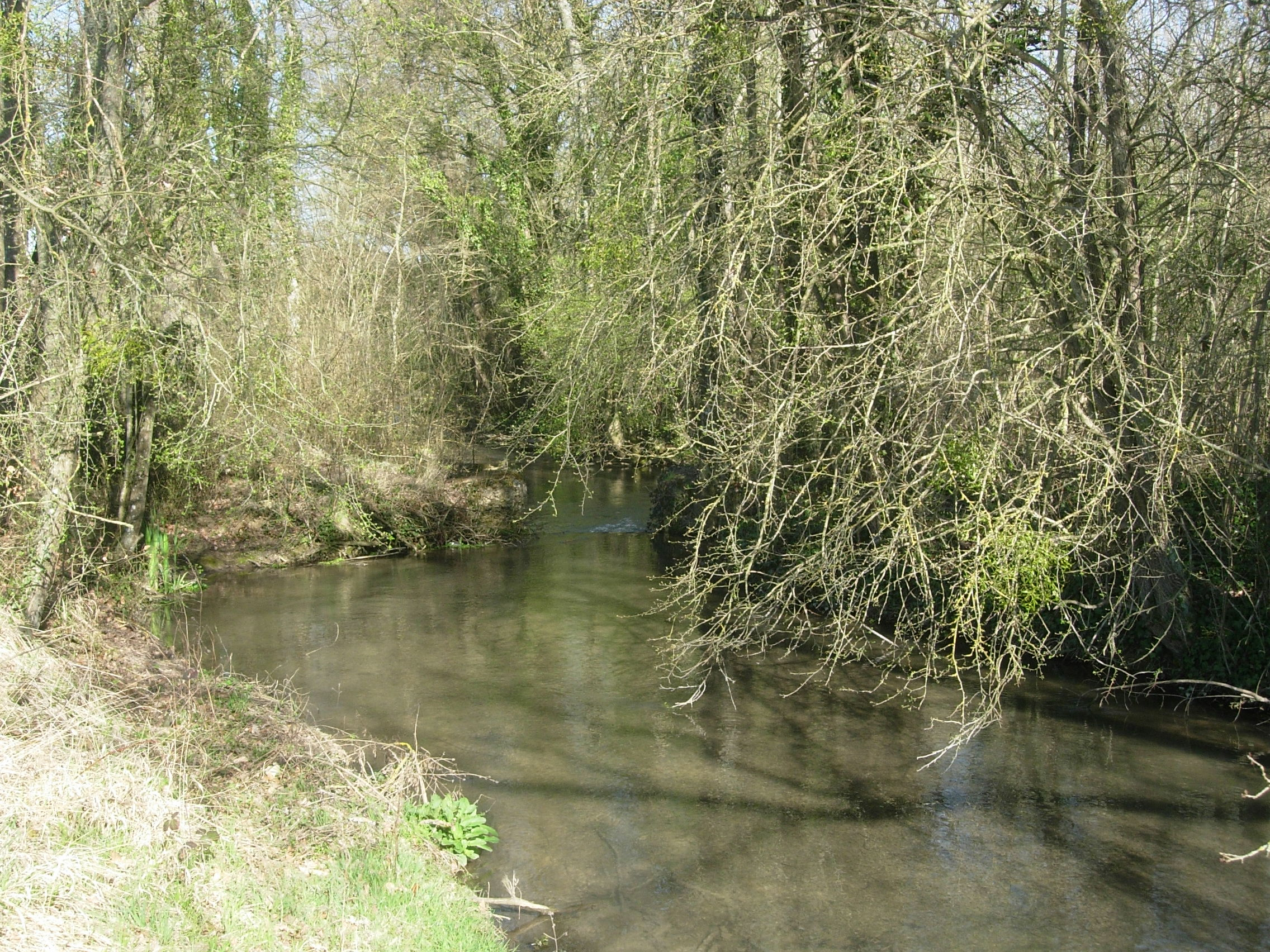
l'Ancre à Chennegy.
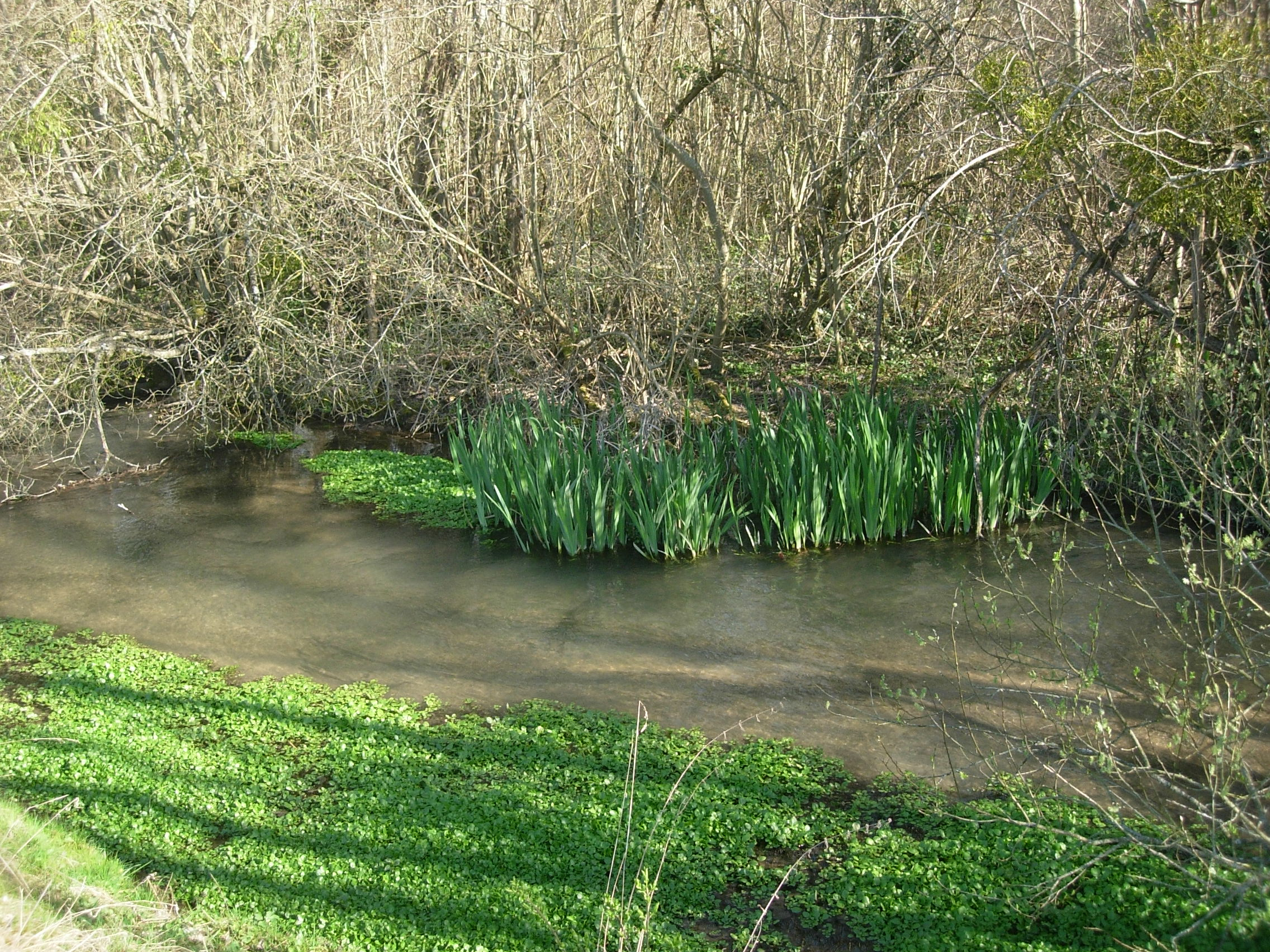
l'Ancre à Chennegy.

### Hydrographie
La commune est dans la région hydrographique « la Seine de sa source au confluent de l'Oise (exclu) » au sein du bassin Seine-Normandie. Elle est drainée par l'Ancre, le ru de Champcharme et l'Ancre,.
L'Ancre, d'une longueur de 16 km, prend sa source dans la commune de Maraye-en-Othe et se jette  dans la Vanne à Estissac, après avoir traversé quatre communes.

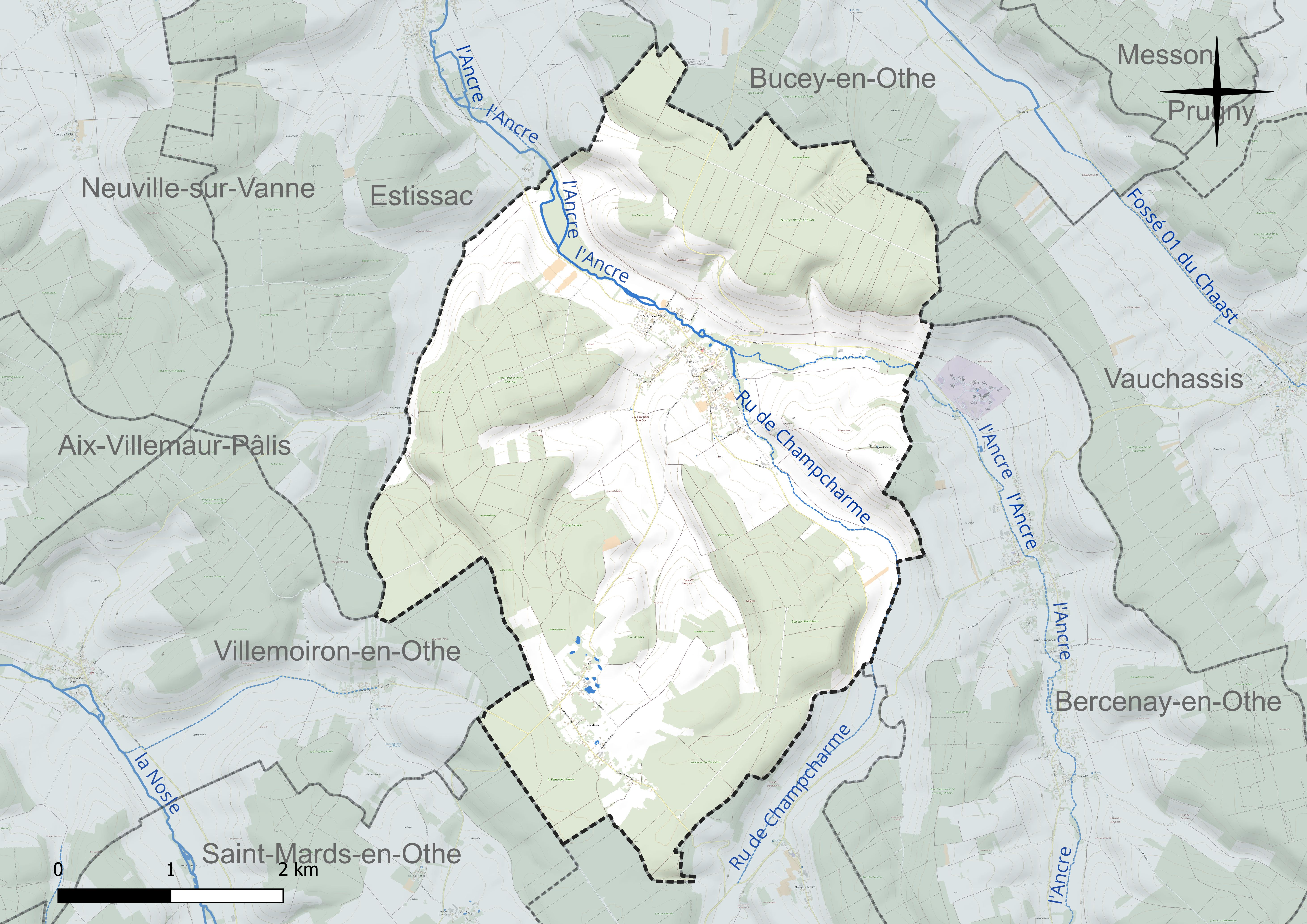
Réseau hydrographique de Chennegy.

### Climat
Pour des articles plus généraux, voir Climat du Grand Est et Climat de l'Aube.
En 2010, le climat de la commune est de type climat océanique dégradé des plaines du Centre et du Nord, selon une étude du Centre national de la recherche scientifique s'appuyant sur une série de données couvrant la période 1971-2000. En 2020, Météo-France publie une typologie des climats de la France métropolitaine dans laquelle la commune est exposée à un climat océanique altéré et est dans une zone de transition entre les régions climatiques « Nord-est du bassin Parisien » et « Lorraine, plateau de Langres, Morvan ».
Pour la période 1971-2000, la température annuelle moyenne est de 10,4 °C, avec une amplitude thermique annuelle de 15,6 °C. Le cumul annuel moyen de précipitations est de 770 mm, avec 12,5 jours de précipitations en janvier et 7,9 jours en juillet. Pour la période 1991-2020, la température moyenne annuelle observée sur la station météorologique de Météo-France la plus proche, « Saint-Mards », sur la commune de Saint-Mards-en-Othe à 7 km à vol d'oiseau, est de 11,1 °C et le cumul annuel moyen de précipitations est de 759,6 mm. 
La température maximale relevée sur cette station est de 41,2 °C, atteinte le 25 juillet 2019 ; la température minimale est de −21,3 °C, atteinte le 2 janvier 1997,,.
Les paramètres climatiques de la commune ont été estimés pour le milieu du siècle (2041-2070) selon différents scénarios d'émission de gaz à effet de serre à partir des nouvelles projections climatiques de référence DRIAS-2020. Ils sont consultables sur un site dédié publié par Météo-France en novembre 2022.

## Urbanisme

### Typologie
Au 1er janvier 2024, Chennegy est catégorisée commune rurale à habitat dispersé, selon la nouvelle grille communale de densité à 7 niveaux définie par l'Insee en 2022.
Elle est située hors unité urbaine. Par ailleurs la commune fait partie de l'aire d'attraction de Troyes, dont elle est une commune de la couronne,. Cette aire, qui regroupe 209 communes, est catégorisée dans les aires de 200 000 à moins de 700 000 habitants,.

### Occupation des sols
L'occupation des sols de la commune, telle qu'elle ressort de la base de données européenne d’occupation biophysique des sols Corine Land Cover (CLC), est marquée par l'importance des forêts et milieux semi-naturels (54,3 % en 2018), une proportion sensiblement équivalente à celle de 1990 (54,4 %). La répartition détaillée en 2018 est la suivante : 
forêts (53,7 %), terres arables (36,7 %), zones agricoles hétérogènes (4,6 %), zones urbanisées (2,2 %), prairies (2,2 %), milieux à végétation arbustive et/ou herbacée (0,7 %). L'évolution de l’occupation des sols de la commune et de ses infrastructures peut être observée sur les différentes représentations cartographiques du territoire : la carte de Cassini (XVIIIe siècle), la carte d'état-major (1820-1866) et les cartes ou photos aériennes de l'IGN pour la période actuelle (1950 à aujourd'hui).

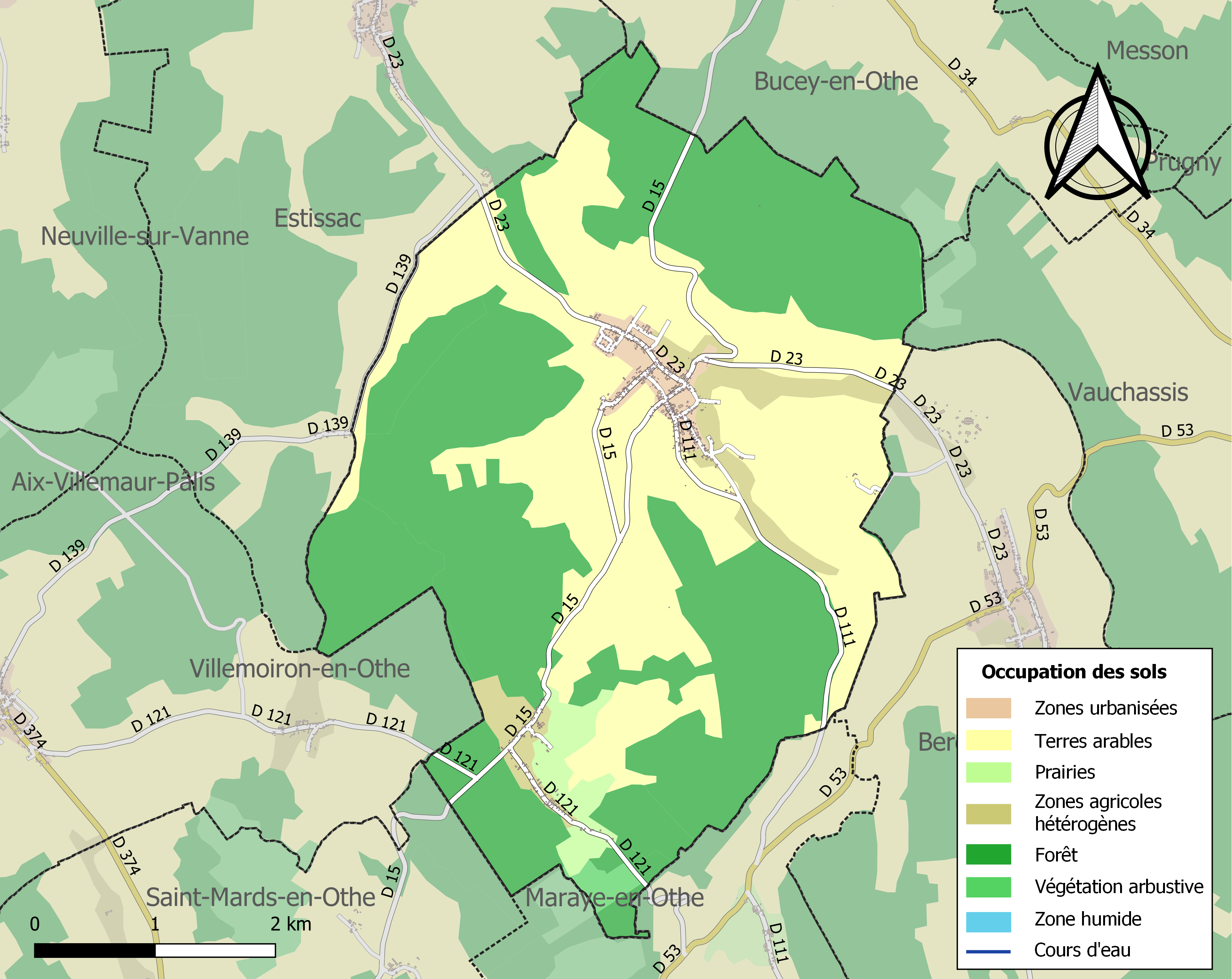
Carte des infrastructures et de l'occupation des sols de la commune en 2018 (CLC).

## Histoire
Ancien site de l'âge du Bronze[Quand ?], Chennegy appartenait à la maison de Saint-Mesmin au XIIe siècle.

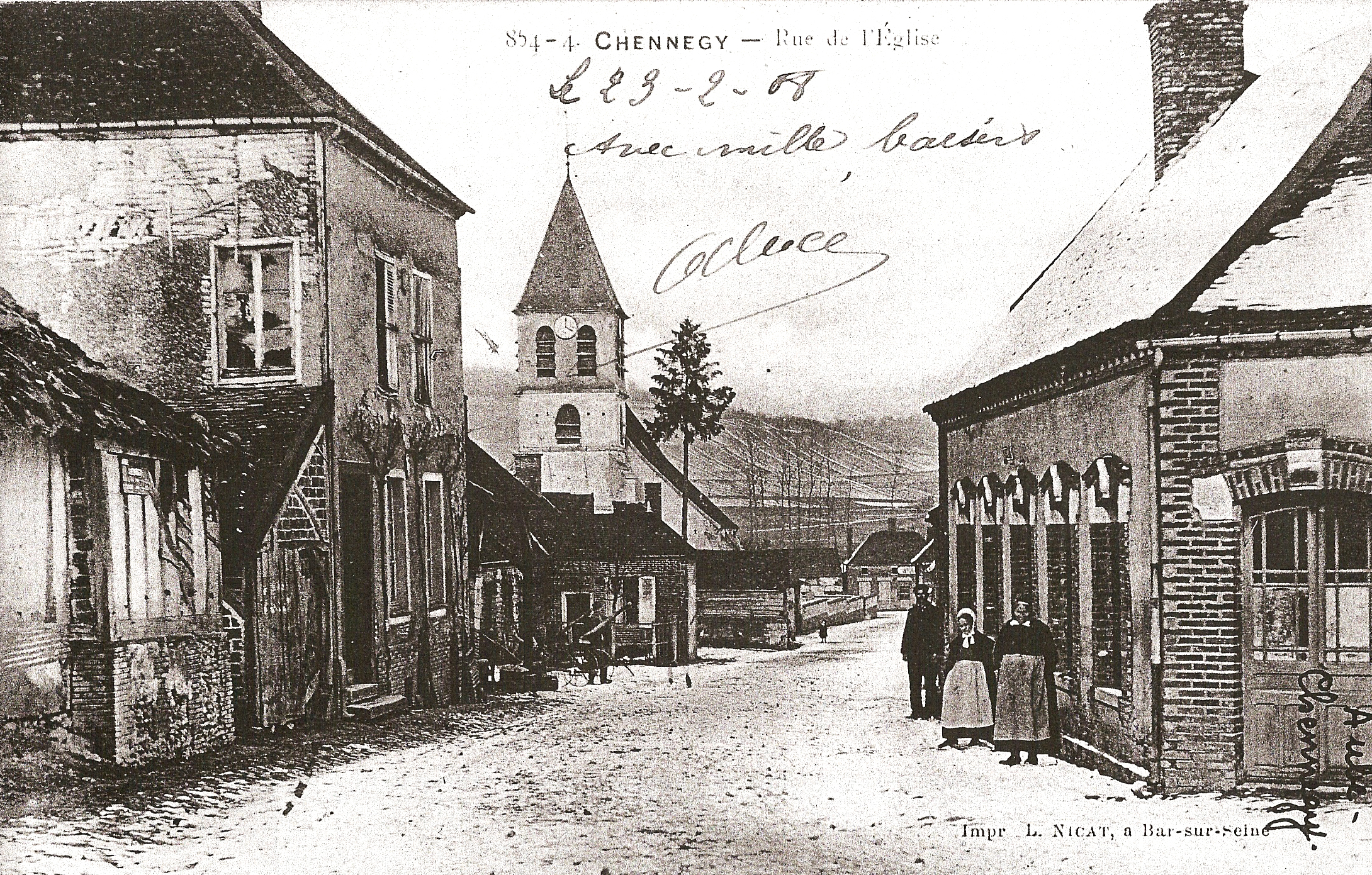
Carte postale ancienne.

Au XIVe siècle, Nicolas de Fontenay possédait une partie de la seigneurie. En 1447, son petit-fils Pierre de Courcelles la réunit en totalité.

## Politique et administration
| Période                                  | Période   | Identité                                       | Étiquette | Qualité                                             |
| ---------------------------------------- | --------- | ---------------------------------------------- | --------- | --------------------------------------------------- |
| 1988                                     | mars 2002 | Gilles Dubois                                  | SE        |                                                     |
| mars 2002                                | 2014      | Pierre Droxler                                 | SE        |                                                     |
| mars 2014                                | En cours  | Daniel Duchange Réélu pour le mandat 2020-2026 | DVD       | Agriculteur, Président de la Communauté de communes |
| Les données manquantes sont à compléter. |           |                                                |           |                                                     |

Adjoints
- Premier adjoint : Daniel Duchange
- Deuxième adjoint : Régis Menuel
- Troisième adjoint : Joëlle Camus

## Démographie
L'évolution du nombre d'habitants est connue à travers les recensements de la population effectués dans la commune depuis 1793. Pour les communes de moins de 10 000 habitants, une enquête de recensement portant sur toute la population est réalisée tous les cinq ans, les populations de référence des années intermédiaires étant quant à elles estimées par interpolation ou extrapolation. Pour la commune, le premier recensement exhaustif entrant dans le cadre du nouveau dispositif a été réalisé en 2006.

En 2022, la commune comptait 471 habitants, en évolution de +7,29 % par rapport à 2016 (Aube : +0,7 %, France hors Mayotte : +2,11 %).
| 1793 | 1800 | 1806 | 1821 | 1831 | 1836 | 1841 | 1846  | 1851  |
| ---- | ---- | ---- | ---- | ---- | ---- | ---- | ----- | ----- |
| 890  | 858  | 908  | 857  | 934  | 955  | 970  | 1 038 | 1 041 |

| 1856  | 1861  | 1866  | 1872  | 1876 | 1881 | 1886 | 1891 | 1896 |
| ----- | ----- | ----- | ----- | ---- | ---- | ---- | ---- | ---- |
| 1 036 | 1 044 | 1 064 | 1 002 | 967  | 878  | 816  | 754  | 706  |

| 1901 | 1906 | 1911 | 1921 | 1926 | 1931 | 1936 | 1946 | 1954 |
| ---- | ---- | ---- | ---- | ---- | ---- | ---- | ---- | ---- |
| 622  | 573  | 512  | 482  | 449  | 408  | 396  | 406  | 414  |

| 1962 | 1968 | 1975 | 1982 | 1990 | 1999 | 2006 | 2011 | 2016 |
| ---- | ---- | ---- | ---- | ---- | ---- | ---- | ---- | ---- |
| 391  | 352  | 341  | 368  | 392  | 398  | 460  | 442  | 439  |

| 2021 | 2022 | - | - | - | - | - | - | - |
| ---- | ---- | - | - | - | - | - | - | - |
| 458  | 471  | - | - | - | - | - | - | - |

## Culture locale et patrimoine

### Lieux et monuments

Église Saint Martin (XVIe siècle)
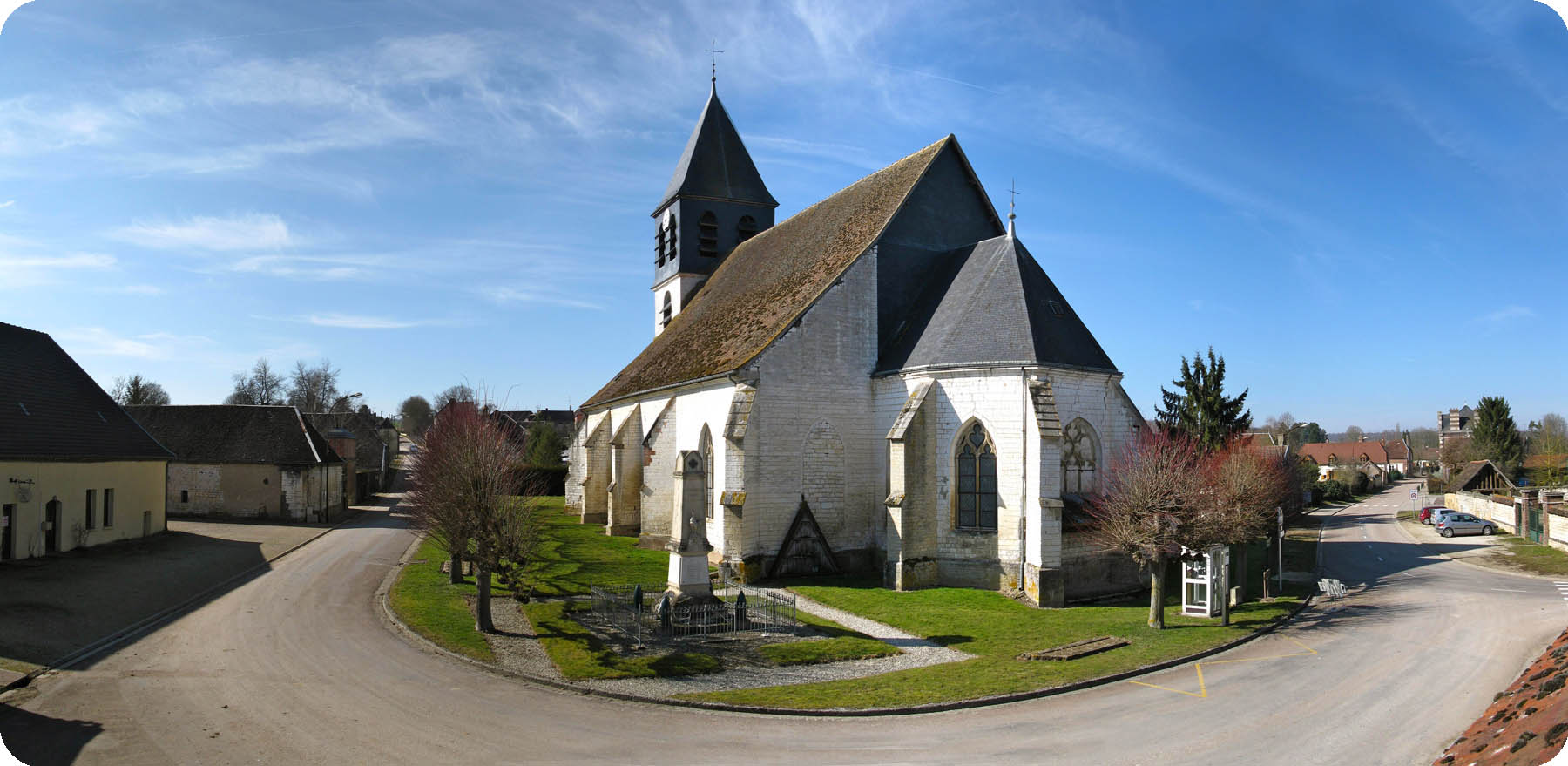
Panorama vers l’église.
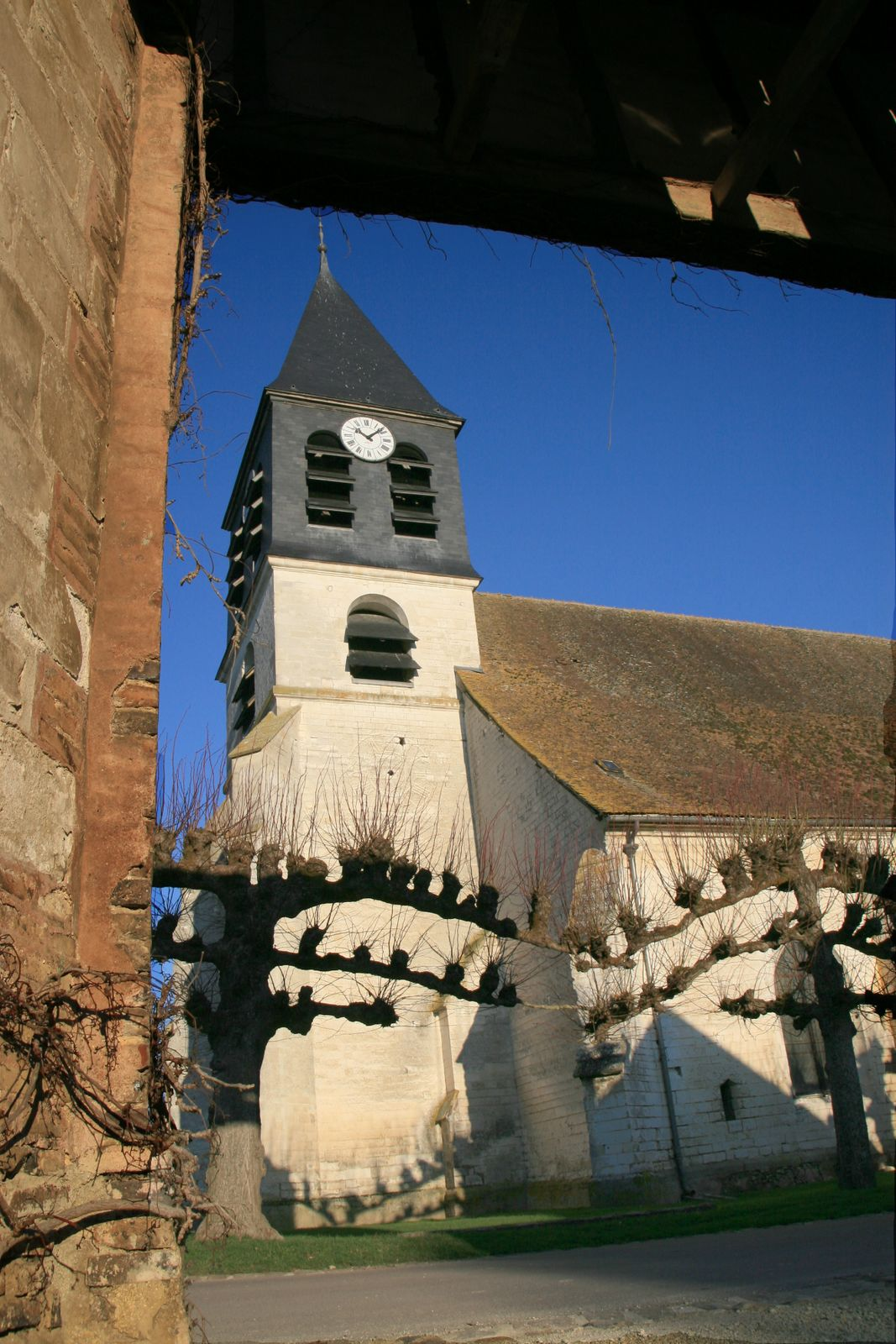
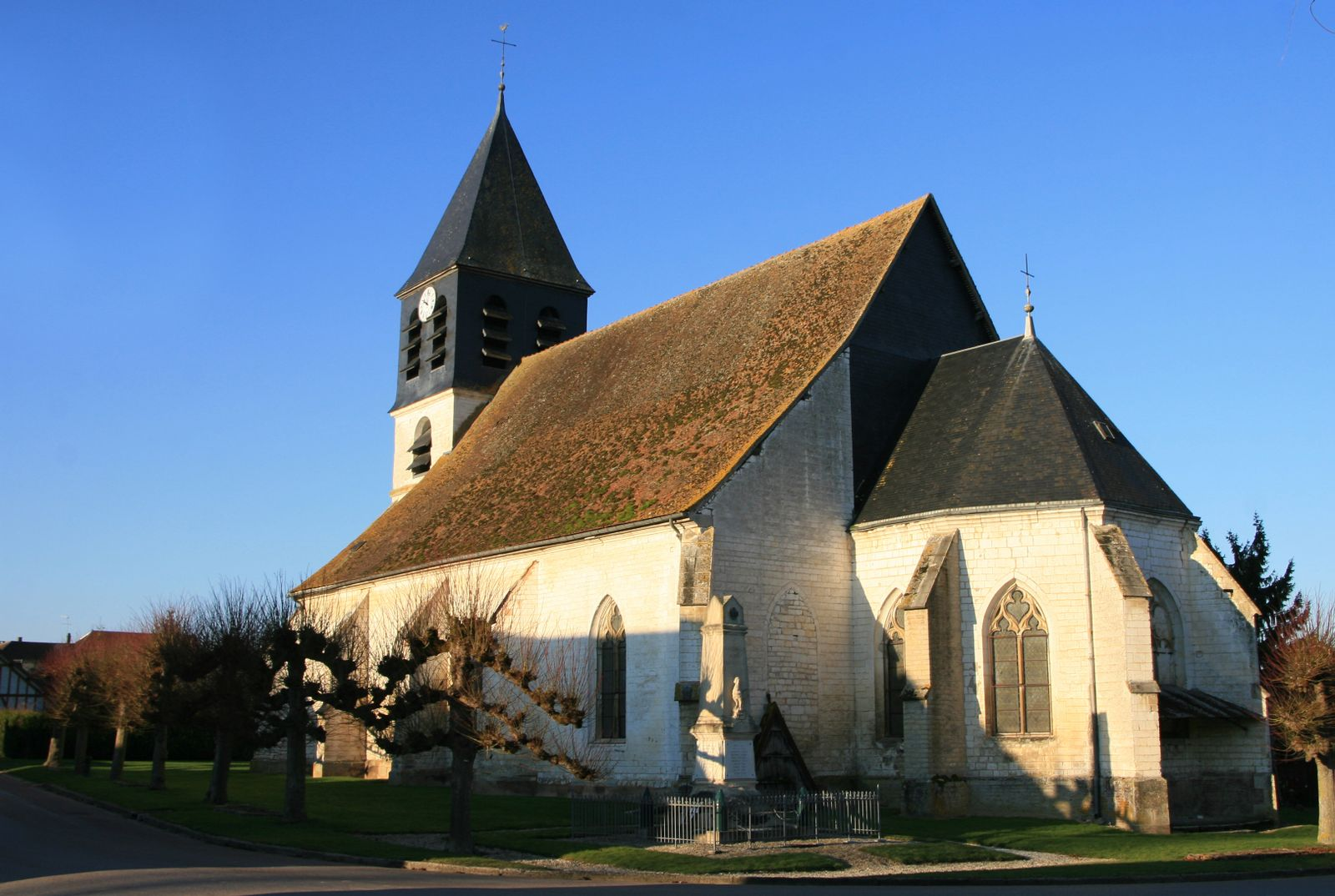
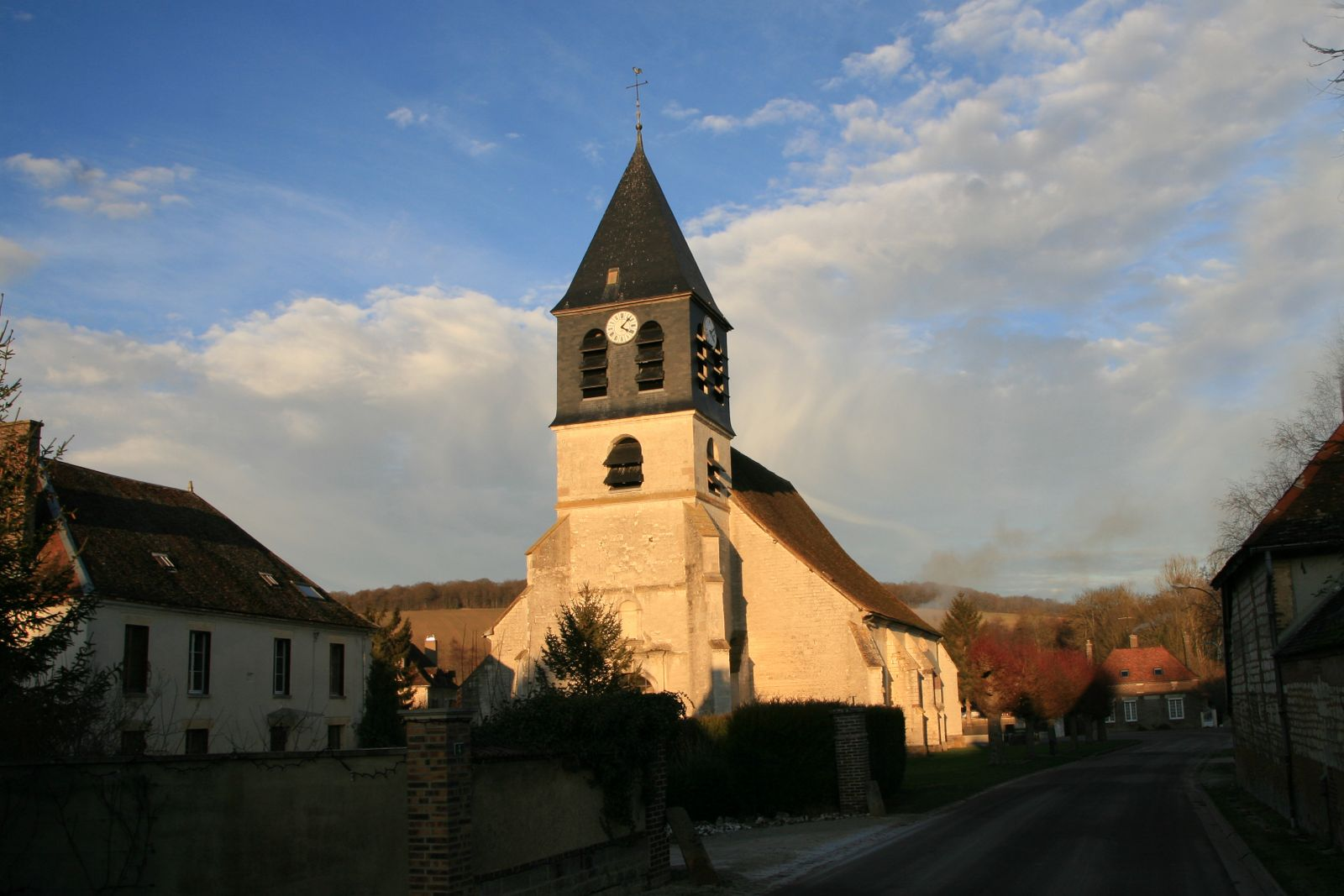

Monument aux morts
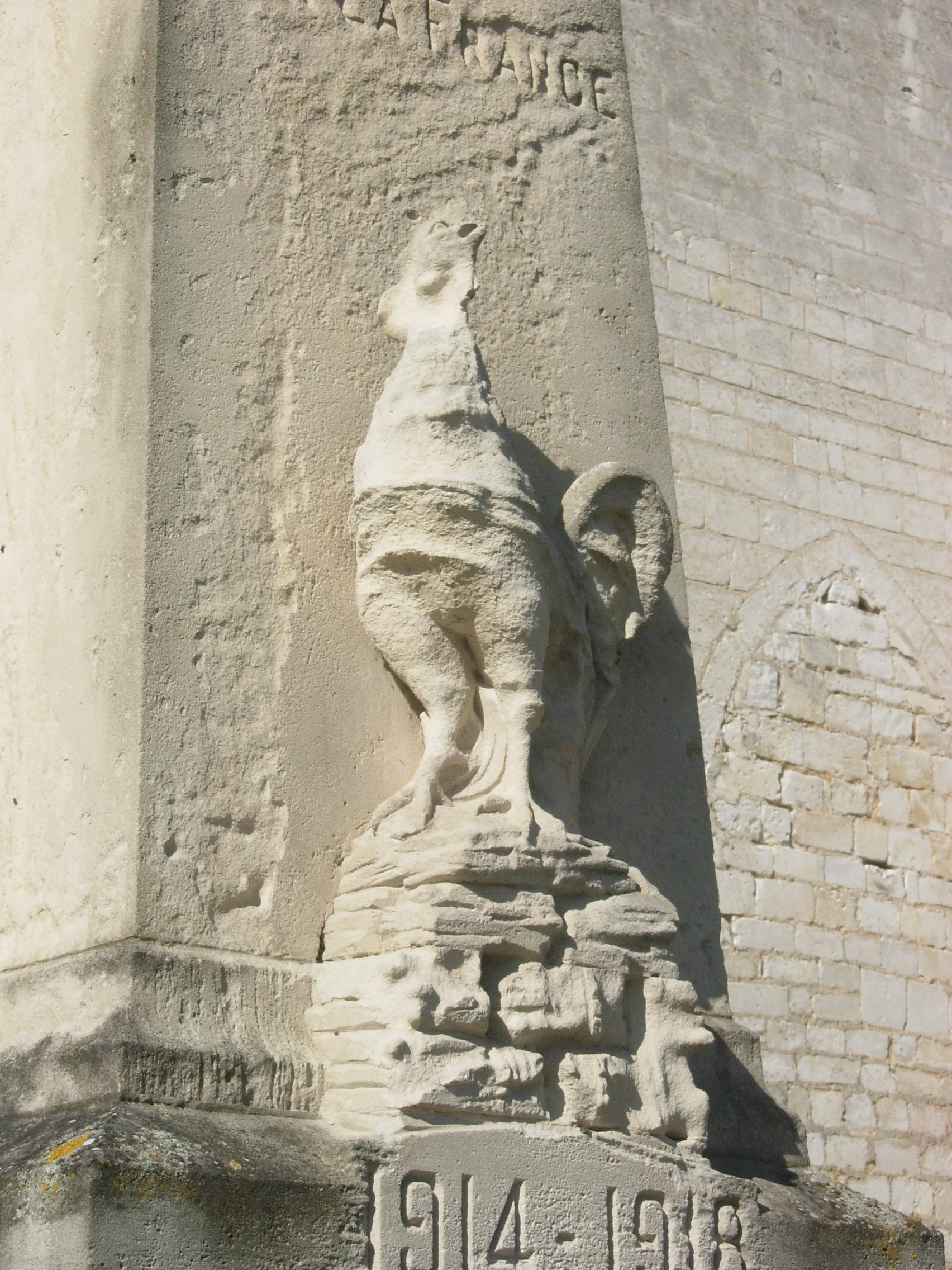
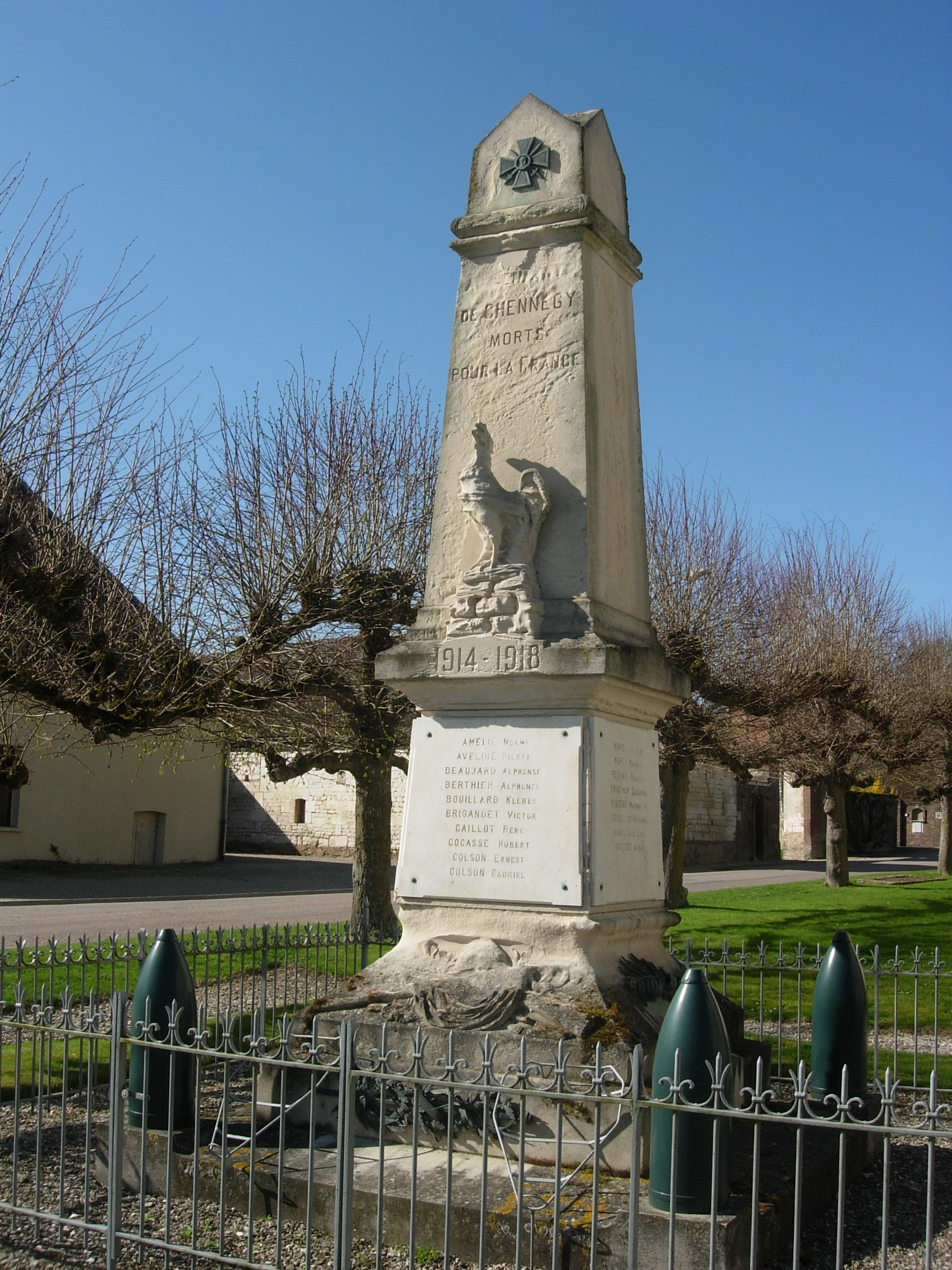

Chapelle Notre-Dame du Hayer (XIXe siècle)
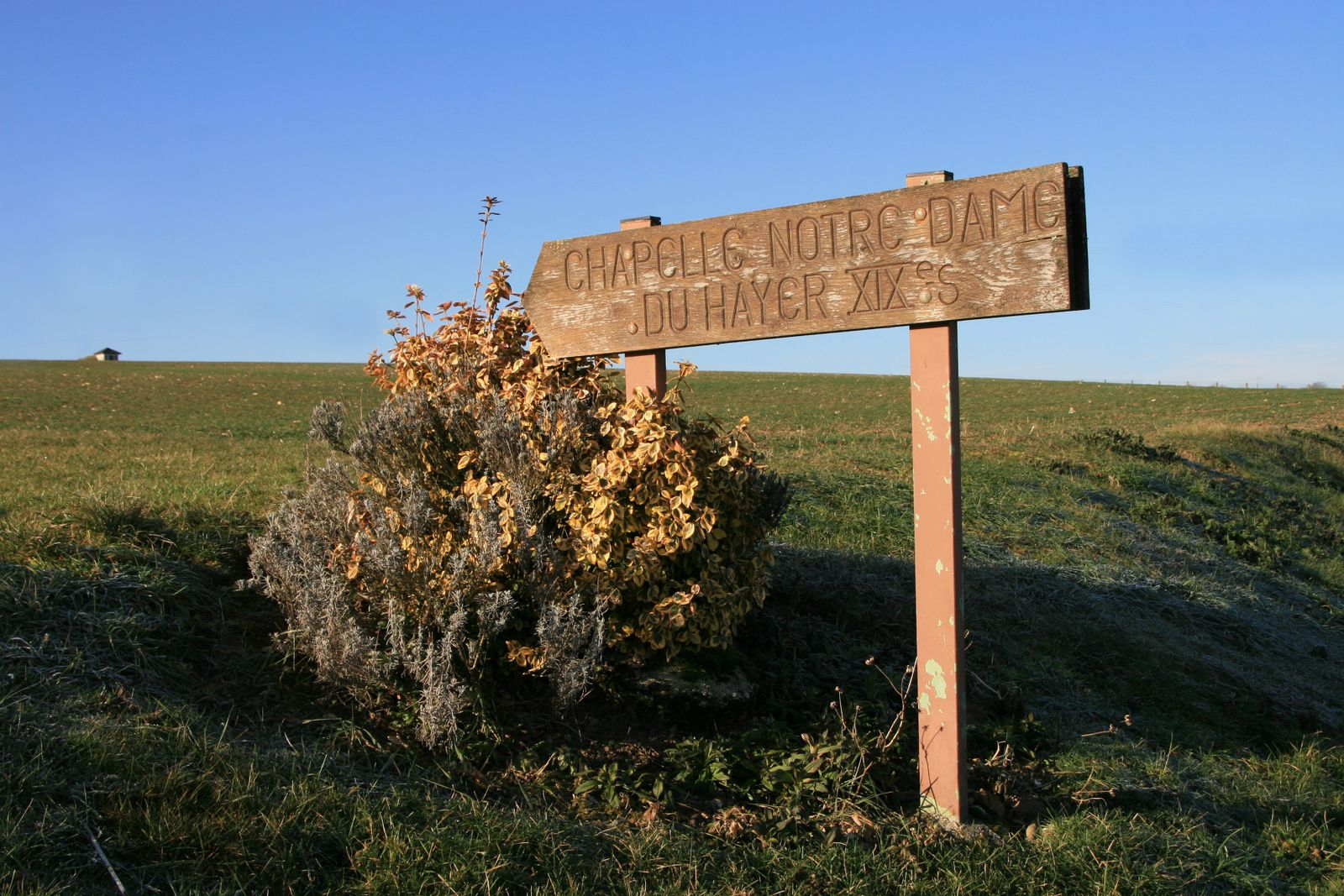
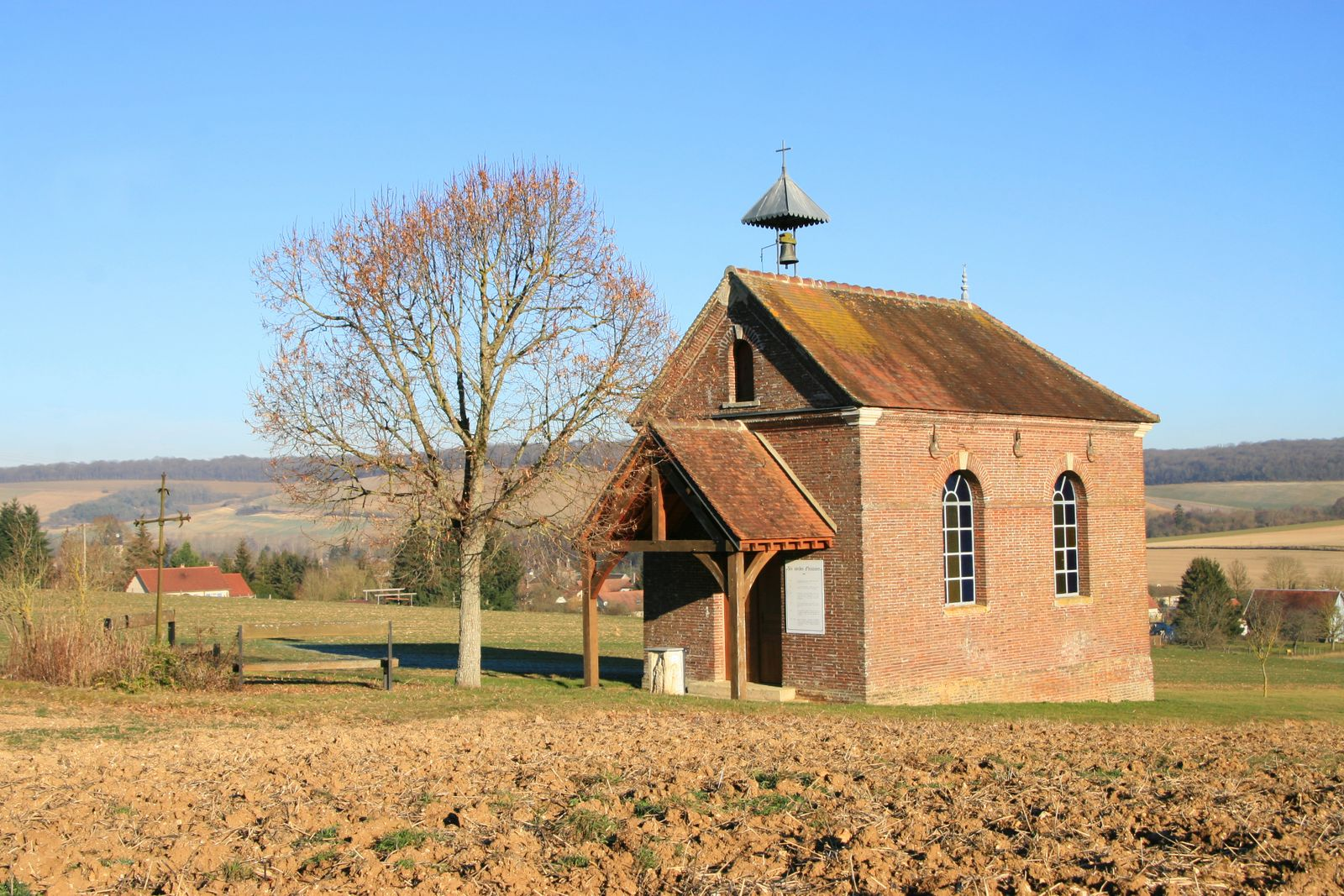
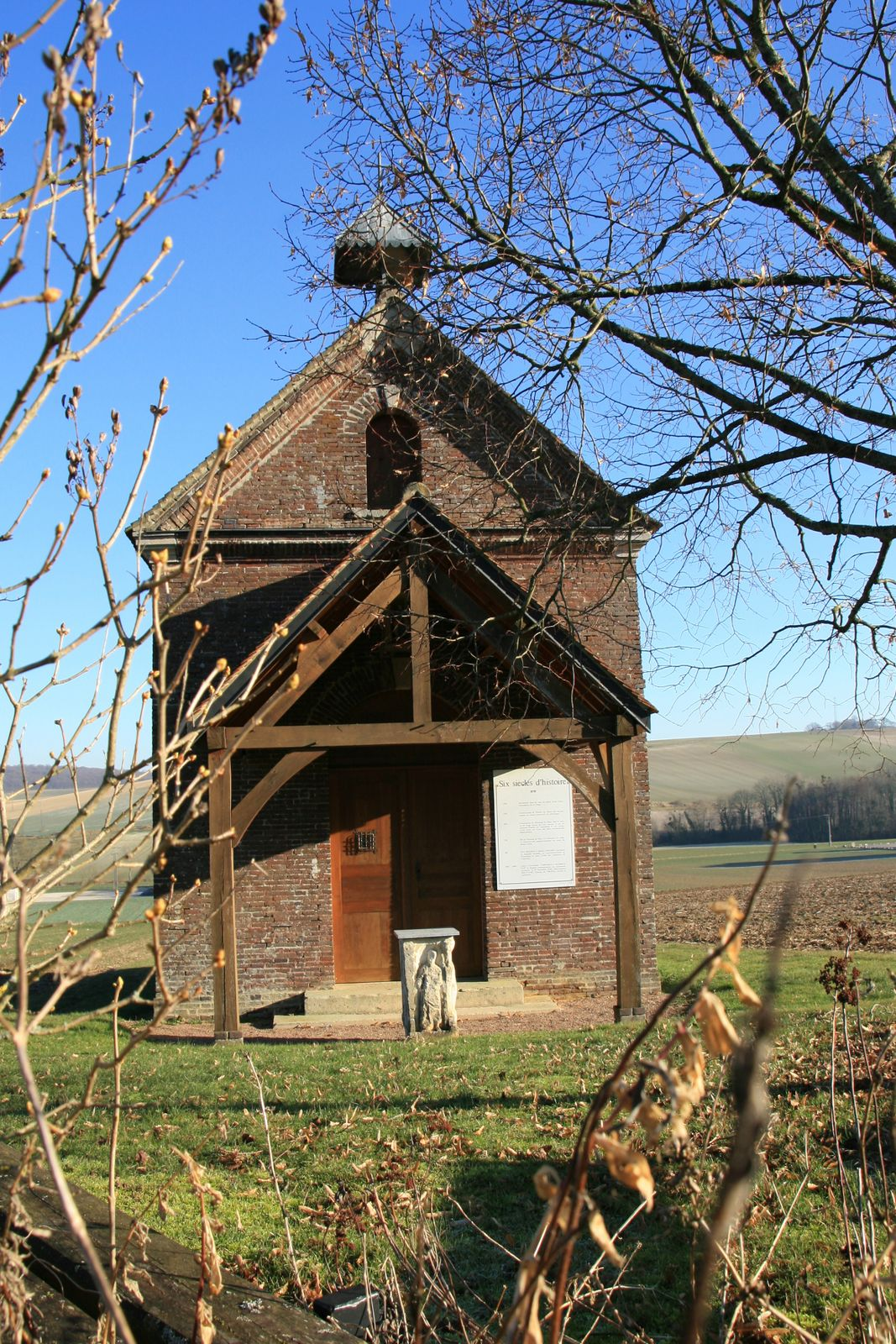
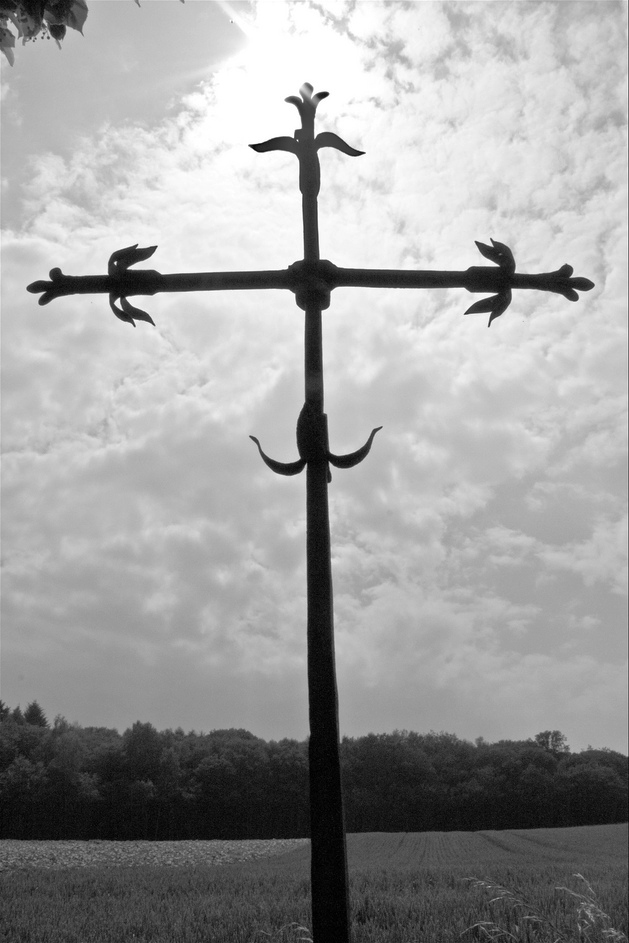

Lavoir de Chennegy
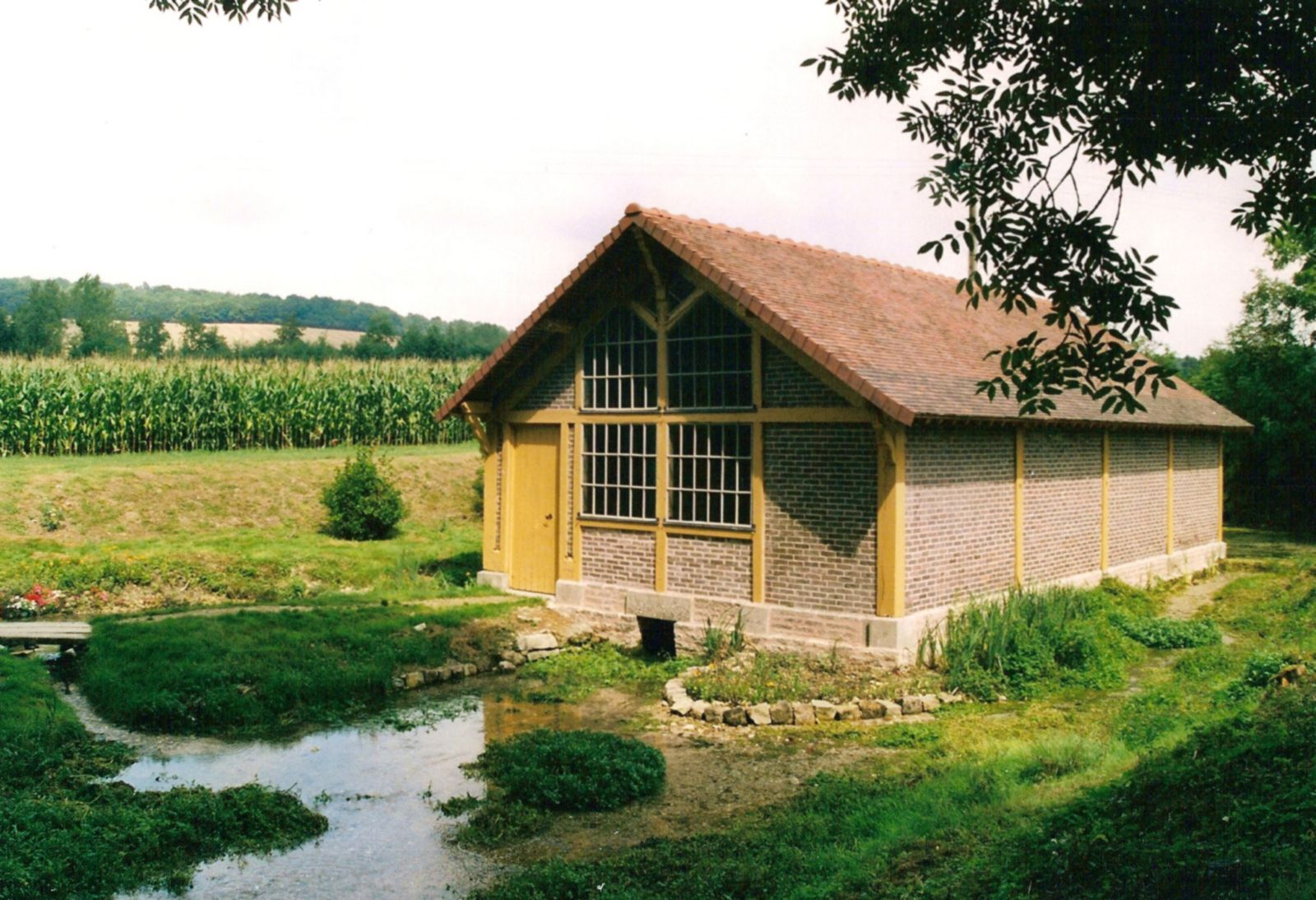
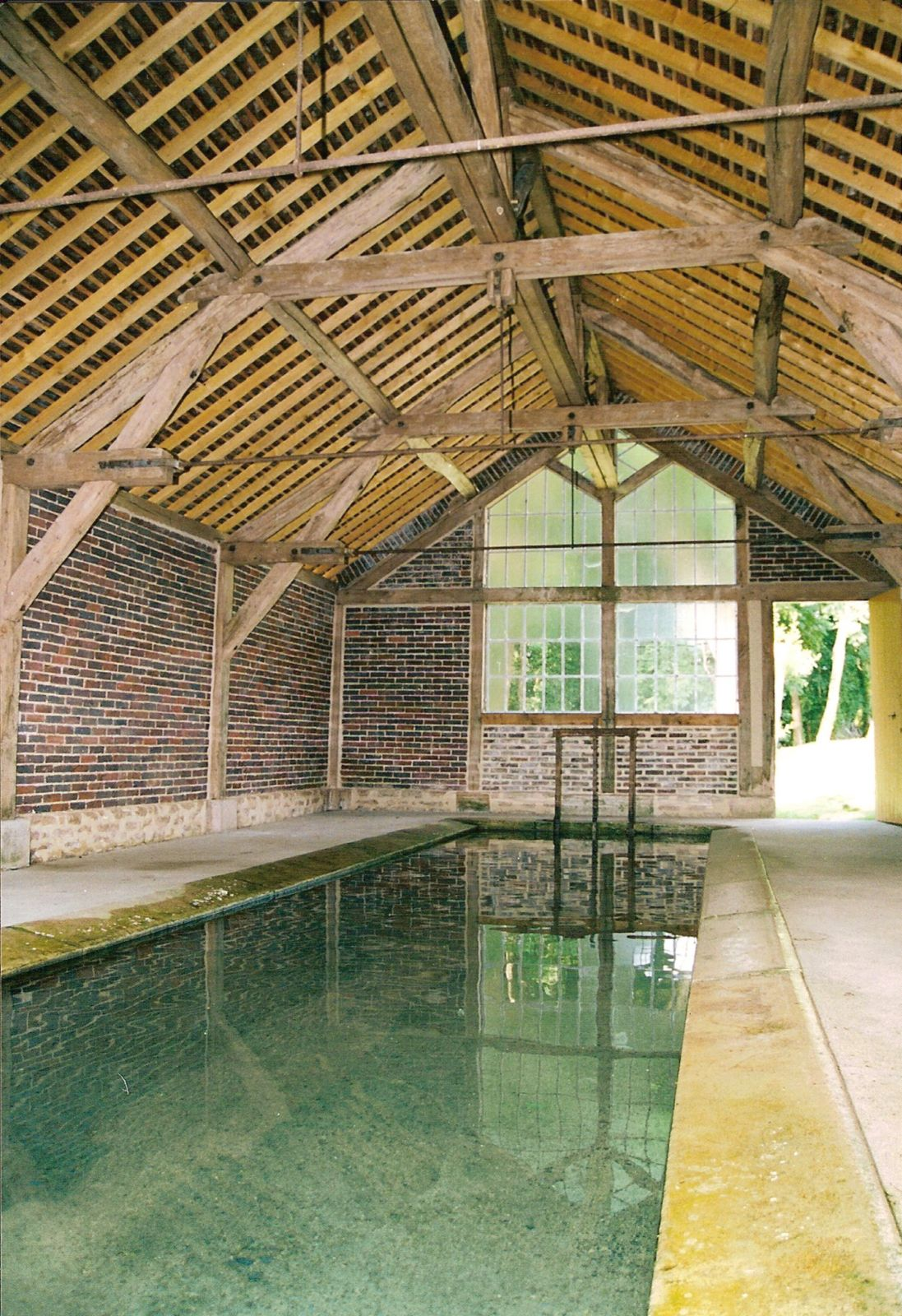

### Personnalités liées à la commune
- Henri de Chennegy : parti en juillet 1150 à Jerusalem, il confia aux Templiers la garde de ses terres de Fontaine et de Saint-Mesmin. Ils auront également la garde de Chennegy si avant son retour, Emmeline, sa femme, vient à décéder[21].
- Joseph Louis Mennessier (1756-1808), homme politique né à Chennegy, député au Conseil des Cinq-Cents.
- Étienne Morey : fondateur et premier supérieur des Célestines de Provins, né à Chennegy, le 22 juillet 1794 ; mort à Provins le 15 octobre 1874[22]

### Héraldique
| Blason de Chennegy | Blason  | D'or à la bande ondée d'azur, accompagnée en chef d'un chêne au naturel et en pointe d'une branche de buis de sinople posée en bande, au franc-quartier de gueules chargé d'une épée basse d'argent posée en barre portant un manteau d'or. |
| Blason de Chennegy | Détails | Le statut officiel du blason reste à déterminer. |